# Бинт-Джубайль (район)
Бинт-Джубайль (араб. قضاء بنت جبيل‎) — один из 25 районов Ливана, входит в состав провинции Набатия. Административный центр района — город Бинт-Джубайль.

## География
Район расположен в южной части Ливана и занимает площадь 260 км². На востоке и северо-востоке граничит с районом Мердж-Аюн, на западе и северо-западе — с районом Тир, на юге — с территорией Израиля.

## Муниципалитеты
Административно район разделён на 36 муниципалитетов.